# Przyrów (gromada)
Przyrów – dawna gromada, czyli najmniejsza jednostka podziału terytorialnego Polskiej Rzeczypospolitej Ludowej w latach 1954–1972.
Gromady, z gromadzkimi radami narodowymi (GRN) jako organami władzy najniższego stopnia na wsi, funkcjonowały od reformy reorganizującej administrację wiejską przeprowadzonej jesienią 1954 do momentu ich zniesienia z dniem 1 stycznia 1973, tym samym wypierając organizację gminną w latach 1954–1972.
Gromadę Przyrów z siedzibą GRN w Przyrowie utworzono – jako jedną z 8759 gromad na obszarze Polski – w powiecie częstochowskim w woj. stalinogrodzkim, na mocy uchwały nr 17/54 WRN w Stalinogrodzie z dnia 5 października 1954. W skład jednostki wszedł obszar dotychczasowej gromady Kopaniny oraz wieś Aleksandrówka i osada Przyrów z dotychczasowej gromady Przyrów ze zniesionej gminy Przyrów w powiecie częstochowskim w woj. stalinogrodzkim, a także osada Knieja z dotychczasowej gromady Lipie ze zniesionej gminy Dąbrowa Zielona w powiecie radomszczańskim w woj. łódzkim. Dla gromady ustalono 21 członków gromadzkiej rady narodowej.
20 grudnia 1956 województwo stalinogrodzkie przemianowano (z powrotem) na katowickie.
1 stycznia 1958 do gromady Przyrów przyłączono obszar zniesionej gromady Zarębice w tymże powiecie.
1 lipca 1968 do gromady Przyrów włączono wsie Staropole, Wiercica i Zalesice ze zniesionej gromady Zalesice w tymże powiecie
Gromada przetrwała do końca 1972 roku, czyli do kolejnej reformy gminnej. 1 stycznia 1973 w powiecie częstochowskim reaktywowano gminę Przyrów.